# Корнету (Вранча)
Корнету (рум. Cornetu) насеље је у Румунији у округу Вранча у општини Слобозија Брадулуј. Oпштина се налази на надморској висини од 161 m.

## Становништво
Према подацима из 2002. године у насељу је живело 1940 становника.

### Попис2002.
| Расподела становништва по националности 2002.‍ | Расподела становништва по националности 2002.‍ | Расподела становништва по националности 2002.‍ | Расподела становништва по националности 2002.‍ | Расподела становништва по националности 2002.‍ |
| --------------------------------------------- | --------------------------------------------- | --------------------------------------------- | --------------------------------------------- | --------------------------------------------- |
|                                               |                                               |                                               |                                               |                                               |
| Румуни                                        | Румуни                                        |                                               | 37                                            | 1,9%                                          |
| Роми                                          | Роми                                          |                                               | 1.903                                         | 98,1%                                         |